# Admiralty Inlet (Waszyngton)

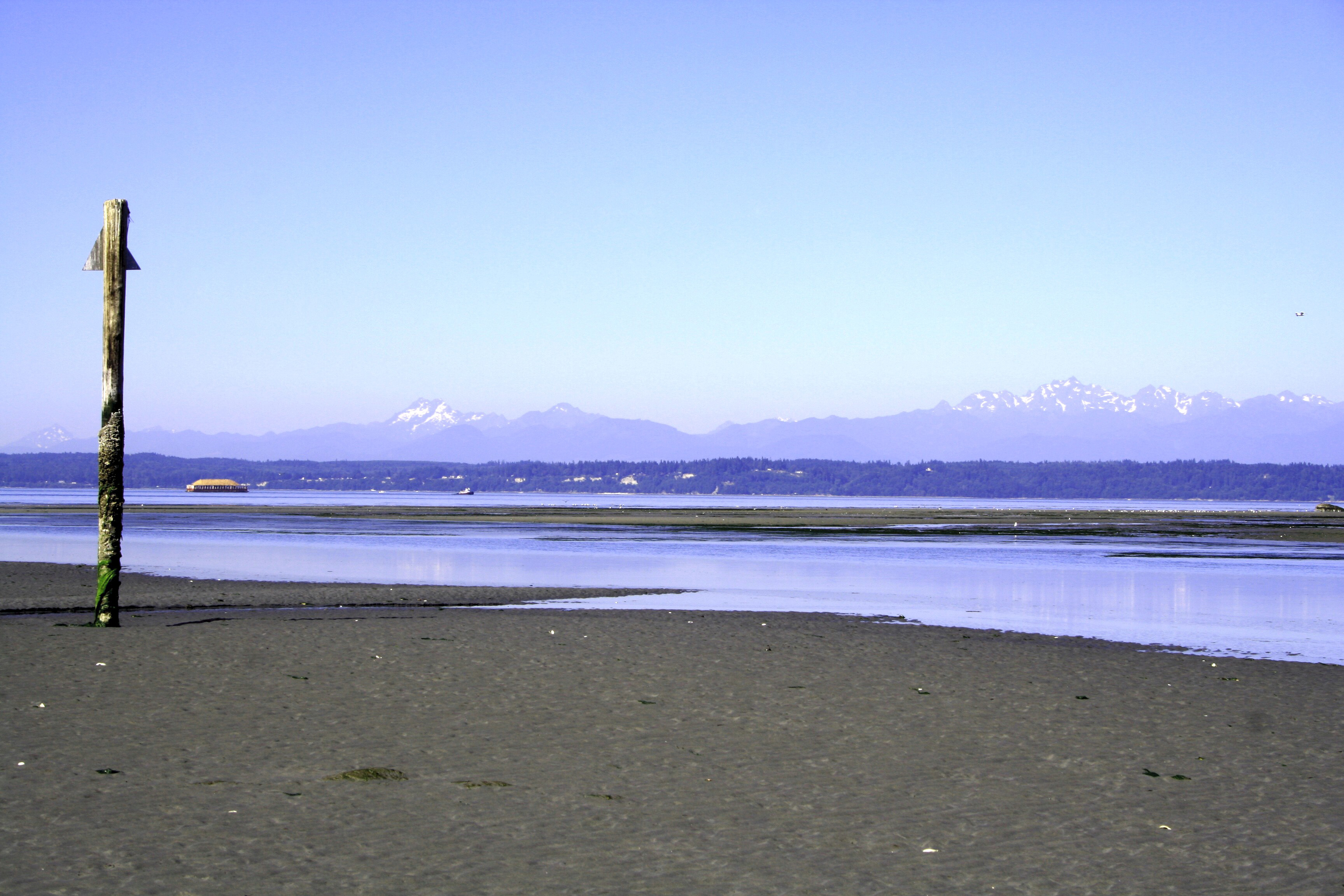
Admiralty Inlet widziana z Whidbey Island podczas odpływu

Admiralty Inlet – cieśnina w stanie Waszyngton w USA. Łączy ze sobą cieśninę Juana de Fuca oraz Puget Sound. Leży pomiędzy Whidbey Island a północno–wschodnią częścią półwyspu Olympic.
Nazwa została nadana cieśninie przez George’a Vancouvera na cześć Admiralicji brytyjskiej, która była zleceniodawcą jego wyprawy. Wcześniejsza nazwa – Ensenada de Caamaño – została nadana przez Juana Carrasco, uczestnika wyprawy Manuela Quimpera, która odkryła wody cieśniny 5 lipca 1790 r.
Admiraly Inlet jest główną drogą, którą muszą pokonać statki płynące z Pacyfiku do portów w Seattle i Tacomie. Jedynie mniejsze jednostki mogą korzystać też z drugiego połączenia – Deception Pass. Na brzegu cieśniny leży miasto Port Townsend.
W 2014 roku zaproponowano wybudowanie w wodach cieśniny elektrowni pływowej, jednak w 2016 roku pomysł zarzucono ze względu na koszty monitorowania zmian środowiska.